# Jean Shiley
Jean Shiley Newhouse (Harrisburg, 20 de novembro de 1911 – Los Angeles, 11 de março de 1998) foi uma atleta e campeã olímpica norte-americana, especializada no salto em altura.
Aos 16 anos e ainda cursando a escola secundária, participou dos Jogos Olímpicos, em Amsterdã 1928, onde ficou em quarto lugar. Durante o ciclo olímpico seguinte, ela ganhou tdos os títulos da AAU – Amateur Athletic Union entre 1929 e 1932 no salto em altura ao ar livre e em pista coberta; no indoor de 1932 ela dividiu a vitória com Mildred "Babe" Didrikson.
Shiley e Didrikson voltaram as encontrar na final da prova em Los Angeles 1932. Shiley ultrapassou primeiro a marca de 1,65 m, novo recorde mundial, seguida por Didrikson. As duas falharam em 1,67 m levando a competição para um salto de desempate. Nele, as duas ultrapassaram 1,67 m e continuaram empatadas. A direção da prova então decidiu dar a medalha de ouro a Shiley, alegando que "Babe" havia usado uma técnica de "mergulho" para saltar a marca, que então seria considerada não ilegal mas pouco esportiva. Shiley e Didrikson passaram a oficialmente dividir o recorde mundial e olímpico – 1,65 m, já que pelas regras da época marcas conseguidas em salto de desempate não eram consideradas para recorde – que só seria quebrado em 1939.
Como depois dos Jogos trabalhou profissionalmente como instrutora de natação, Shiley foi considerada profissional e impedida de participar dos Jogos Olímpicos de Berlim 1936 para defender seu título, encerrando a carreira.